# Cathédrale Saint-Patrick de Trim
Cette  cathédrale n’est pas la seule cathédrale Saint-Patrick.
La cathédrale Saint-Patrick de Trim est une cathédrale anglicane irlandaise dédiée à saint Patrick. Elle est le siège du diocèse de Meath, intégré en 1976 au diocèse de Meath et Kildare.
Elle se dispute le titre de plus ancienne cathédrale anglicane d’Irlande avec son homonyme d’Armagh.

## Histoire
La tour principale de l’édifice est un vestige de l’église paroissiale médiévale de Trim, dont il reste des ruines derrière l’actuel édifice.
Les évêques siègent dans l’église depuis 1536, mais elle n’obtient son statut de cathédrale qu’en 1955.
Le clocher commémore Dean Butler, historien de Trim (première moitié du XIXe siècle). Le vitrail ouest est le premier dessiné par Edward Burne-Jones. En 1992, le toit de la cathédrale a été refait, et les poutres renforcées.